# 大和屋エコ
大和屋 エコ（やまとや エコ）は、日本の漫画家。埼玉県出身。

## 略歴
- 2009年、『週刊少年サンデー超』にて、『未来のフットボール』を連載。
- 2010年、『週刊少年サンデー』16号にて、フットボールサスペンス『T.R.A.P.』の連載を開始。

## 作品

### 連載
- 未来のフットボール（週刊少年サンデー超 2009年4月号 - 7月号）
- T.R.A.P.（週刊少年サンデー 2010年16号 - 2011年6月3日）
- なでしこのキセキ　川澄奈穂美物語（週刊少年サンデー 2012年24号 - ）

### 読切
- LUCKY JUMPER（週刊少年サンデー超 2009年1月25日号）